# Ophiothamnus venustus
Ophiothamnus venustus är en ormstjärneart som beskrevs av Matsumoto 1915. Ophiothamnus venustus ingår i släktet Ophiothamnus och familjen knotterormstjärnor. Inga underarter finns listade i Catalogue of Life.